# Lowe and Partners
Lowe and Partners är en internationell reklambyrå med huvudkontor i London. Företaget är en del av Interpublic Group.

## Historia
Lowe and Partners historia kan spåras till grundandet av reklambyrån Lintas (Lever International Advertising) 1899. Under 1970- och 80-talen skedde flera sammanslagningar och företaget växte snabbt. Bland andra fanns IBM, Mastercard, Johnson and Johnson och Unilever bland kunderna. År 1981 grundade Frank Lowe reklambolaget Lowe Howard-Spink vilket 1999 slogs ihop med dåvarande Ammirati Puris Lintas och gjorde Lowe and Partners till världens fjärde största reklambyrå.

## Sverige
Lowe and Partners svenska gren heter Lowe Brindfors.